# 里庄郵便局
里庄郵便局（さとしょうゆうびんきょく）は、岡山県浅口郡里庄町にある郵便局。民営化前の分類では集配特定郵便局であった（現在は集配機能を廃止）。

## 概要
住所：〒719-0302 岡山県浅口郡里庄町新庄1417
里庄町内唯一の郵便局である。

## 沿革
- 1916年（大正5年）10月16日 - 里庄（さとしょう）郵便局（三等）として開設。
- 1971年（昭和46年） - 電話交換および和文電報配達業務を笠岡電報電話局に移管。
- 1978年（昭和53年）5月1日 - 里見簡易郵便局の一時閉鎖[1]に伴い、取扱事務を承継。
- 1992年（平成4年）11月24日 - 局舎を新築移転。
- 2007年（平成19年）10月1日 - 民営化に伴い、併設された郵便事業笠岡支店里庄集配センターに一部業務を移管。
- 2012年（平成24年）10月1日 - 日本郵便株式会社発足に伴い、郵便事業笠岡支店里庄集配センターを里庄郵便局に統合。
- 2018年（平成30年）3月12日 - 集配業務を笠岡郵便局へ移管、集配郵便局から無集配郵便局へ変更。

## 風景印
- 表記は『岡山里庄』
- 図案は『仁科芳雄博士生家』・『ツバキ』
- 使用開始日は1990年（平成2年）11月1日

## 取扱内容
- 郵便、印紙、ゆうパック、内容証明
- 貯金、為替、振替、振込、国際送金、国債
- 生命保険、バイク自賠責保険
- ゆうちょ銀行ATM

## 周辺
- 里庄町役場
- 里庄町歴史民俗資料館
- 里庄町立図書館
- 里庄町立里庄中学校

## アクセス
- JR山陽本線 里庄駅から徒歩約11分
- 駐車場あり：5台